# Західний прикордонний округ
Червонопрапорний Західний прикордонний округ (скорочено — ЧЗПО) — військово-адміністративне оперативне об'єднання (прикордонний округ) прикордонних військ КДБ СРСР

## Історія формування
22 лютого 1954 року були об'єднані Український і Молдовський прикордонні округи під загальною назвою Південно-Західний прикордонний округ. Управління округу було розташоване у місті Львові. Південно-Західний округ контролював кордон з Чехословаччиною, Румунією, Угорщиною та узбережжя Чорного моря в Українській РСР.
22 січня 1960 року наказом голови КДБ СРСР Південно-Західний прикордонний округ був перетворений в Оперативну групу прикордонних військ КДБ при Раді Міністрів Української РСР з відділенням із колишнього складу округу 22-го Кишинівського прикордонного загону, який займався охороною кордону Молдовської РСР з Румунією. Тим же наказом Західний (Білоруський) прикордонний округ був перетворений в Оперативну групу прикордонних військ КДБ при Раді Міністрів Білоруської РСР.
13 березня 1963 року об'єднанням Оперативних груп прикордонних військ Білоруської РСР і Української РСР, а також 22-го Кишинівського прикордонного загону був створений Західний прикордонний округ з управлінням у Києві. В такому складі Західний прикордонний округ проіснував до розпаду СРСР.

### Період розпаду СРСР
4 листопада 1991 року Верховна Рада України ухвалила закон «Про державний кордон України», згідно з яким Україна повинна була самостійно охороняти власні кордони і мала намір створити для їх охорони власні прикордонні війська.
Фактично прикордонні війська Західного прикордонного округу дислоковані на території України, переходили під її юрисдикцію. Даним законопроєктом подальше функціонування Західного прикордонного округу КДБ СРСР, як єдиного формування в колишньому складі, було припинено.
10 червня 1992 року указом № 139 президента Республіки Молдова «Про невідкладні заходи з організації охорони державної кордону Республіки Молдова» були створені прикордонні війська Республіки Молдови. Одночасно вийшла постанова уряду Молдови про організацію прикордонних військ.
Республіка Білорусь була останньою із трьох держав, що входили раніше до зони відповідальності Західного прикордонного округу, яка законодавчо надала своїм кордонам із суміжними державами статус державного кордону. Це сталося 11 червня 1993 року за постановою Верховної Ради Республіки Білорусь від 11.06.1993 № 2379-XII «Про надання кордону Республіки Білорусь з Російською Федерацією, Україною, Литовською Республікою та Латвійською Республікою правового статусу Державного кордону».

## Склад округу
Склад Західного прикордонного округу перед розпадом СРСР.
Загони вказані по розташуванню з півночі на південь, виділені почесні назви загонів:
- Управління округу — Київ, Українська РСР
  - Комендатура управління округу (в/ч 2451) — Київ
- 16-й Гродненський прикордонний загін (в/ч 2141) — Білоруська РСР
- 86-й Брестський Червонопрапорний прикордонний імені Ф. Е. Дзержинського (в/ч 2187) — Білоруська РСР
- 7-й Карпатський орденів Червоної Зірки, Кутузова і Олександра Невського прикордонний загін (в/ч 2144) — м. Львів, Українська РСР
- 27-й Мукачівський Червонопрапорний прикордонний загін (в/ч 2142) — Українська РСР
- 98-й Чернівецький прикордонний загін (в/ч 2195) — Українська РСР
- 79-й Нижньодністровський Червонопрапорний прикордонний загін (в/ч 2134) — м. Кишинів, Молдавська РСР
- 26-й Одеський Червонопрапорний прикордонний загін (в/ч 2138) — Українська РСР
- 107-й Сімферопольський Червонопрапорний прикордонний загін (в/ч 2161) — Українська РСР
- Окремий контрольно-пропускний пункт «Київ»
- Окремий контрольно-пропускний пункт «Маріуполь»
- Окремий контрольно-пропускний пункт «Брест»
- Окремий контрольно-пропускний пункт «Мостиська»
- Окремий контрольно-пропускний пункт «Одеса»
- Окремий контрольно-пропускний пункт «Чоп»
- Окремий контрольно-пропускний пункт «Ізмаїл»
- 6-а міжокружна школа сержантського складу (в/ч 2418) — м. Великі Мости
- Окружний військовий госпіталь (в/ч 2524) — м. Одеса
- Окружний військовий госпіталь (в/ч 2522) — м. Львів
- 9-й військовий склад (в/ч 2429) — м. Львів
- 130-й окремий батальйон зв'язку (в/ч 2428) — м. Київ
- 30-й окремий інженерно-будівельний батальйон (в/ч 9507) — м. Львів
- 5-я окрема Червонопрапорна бригада прикордонних сторожових кораблів (в/ч 2382) — м. Балаклава
- 18-а окрема бригада прикордонних сторожових кораблів (в/ч 9799) — м. Одеса

## Командування округу
Командувачі округу (начальники військ)
- Іванов Борис Олексійович — березень 1963 — січень 1972
- Лавриненко Микола Васильович — 7 січня 1972 — грудень 1980
- Калініченко Ілля Якович — грудень 1980 — червень 1985
- Стус Володимир Іванович — червень 1985 — серпень 1990
- Губенко Валерій Олександрович — серпень 1990 — жовтень 1991

1-і заступники начальника військ — начальники штабу
- Чиркін Павло Олександрович — березень 1963 — 1963
- Фірстенко Василь Онупрійович — 196.— 196.?
- Хомрач Володимир Гаврилович — листопад 1967 — 1973
- Толкунов Володимир Павлович — 1973 — 1975
- Гребенник Володимир Кузьмич — 197. — 198.?
- Сагайдак Іван Іванович — 1981 — 1990

Заступники начальника військ — начальники політичного відділу
- Болдирєв Володимир Петрович — березень 1963 — 1963
- Козлов Василь Андрійович — 1963 — 1973
- Полежаєв Іван Петрович — серпень 1973 — 1975
- Билина Микола Кузьмич — 1975 — травень 1976
- Соловйов Євген Дмитрович —  1976 — листопад 1979
- Ярличенко В'ячеслав Васильович — 1980 — 1984
- Титов Георгій Георгійович — 1984 — 1988
- Бабанський Юрій Васильович — 1988 — 1991